# Halysidota
Genre
Halysidota est un genre de lépidoptères (papillons) américains de la famille des Erebidae et de la sous-famille des Arctiinae.

## Liste des espèces
Selon FUNET Tree of Life (1 novembre 2020) :
- Halysidota tessellaris (Smith, 1797)
- Halysidota harrisii (Walsh, 1864)
- Halysidota meridionalis Rothschild, 1909
- Halysidota insularis Rothschild, 1909
- Halysidota ruscheweyhi Dyar, 1912
- Halysidota davisii (H. Edwards, 1874)
- Halysidota schausi (Rothschild, 1909)
- Halysidota brasiliensis Rothschild, 1909
- Halysidota yapacaniae Watson, 1980
- Halysidota tucumanicola Strand, 1919
- Halysidota pearsoni Watson, 1980
- Halysidota steinbachi (Rothschild, 1909)
- Halysidota fuliginosa (Rothschild, 1909)
- Halysidota orientalis (Rothschild, 1909)
- Halysidota conflua Watson, 1980
- Halysidota underwoodi (Rothschild, 1909)
- Halysidota pectenella Watson, 1980
- Halysidota atra (Druce, 1884)
- Halysidota instabilis (Dyar, 1912)
- Halysidota donahuei Watson, 1980
- Halysidota cinctipes (Grote, 1865)
- Halysidota ata Watson, 1980
- Halysidota nigrilinea Watson, 1980
- Halysidota intensa (Rothschild, 1909)
- Halysidota interlineata (Walker, 1855)
- Halysidota jucunda (Herrich-Schäffer, [1855])
- Halysidota fumosa (Schaus, 1912)
- Halysidota masoni (Schaus, 1895)
- Halysidota elota (Möschler, 1886)
- Halysidota leda (Druce, 1890)
- Halysidota thiaucourti Toulgoët, 1998
- Halysidota striata (Jones, 1908)
- Halysidota rusca (Schaus, 1896)
- Halysidota rhoda (Hampson, 1901)
- Halysidota grata Walker, 1866
- Halysidota interstriata (Hampson, 1901)
- Halysidota torniplaga Reich, 1935
- Halysidota roseofasciata (Druce, 1906)
- Halysidota semibrunnea (Druce, 1906)
- Halysidota baritioides (Rothschild, 1909)
- Halysidota witti Vincent & Laguerre, 2017